# Muqeet-Moschee
Die Muqeet-Moschee (Urdu مسجد مقیت DMG Masǧid Muqīt) ist eine Moschee in Wabern im nordhessischen Schwalm-Eder-Kreis. Sie gehört der Moscheegemeinde der Ahmadiyya Muslim Jamaat (AMJ), die ca. 200 aktive Mitglieder zählt.

## Die Moschee

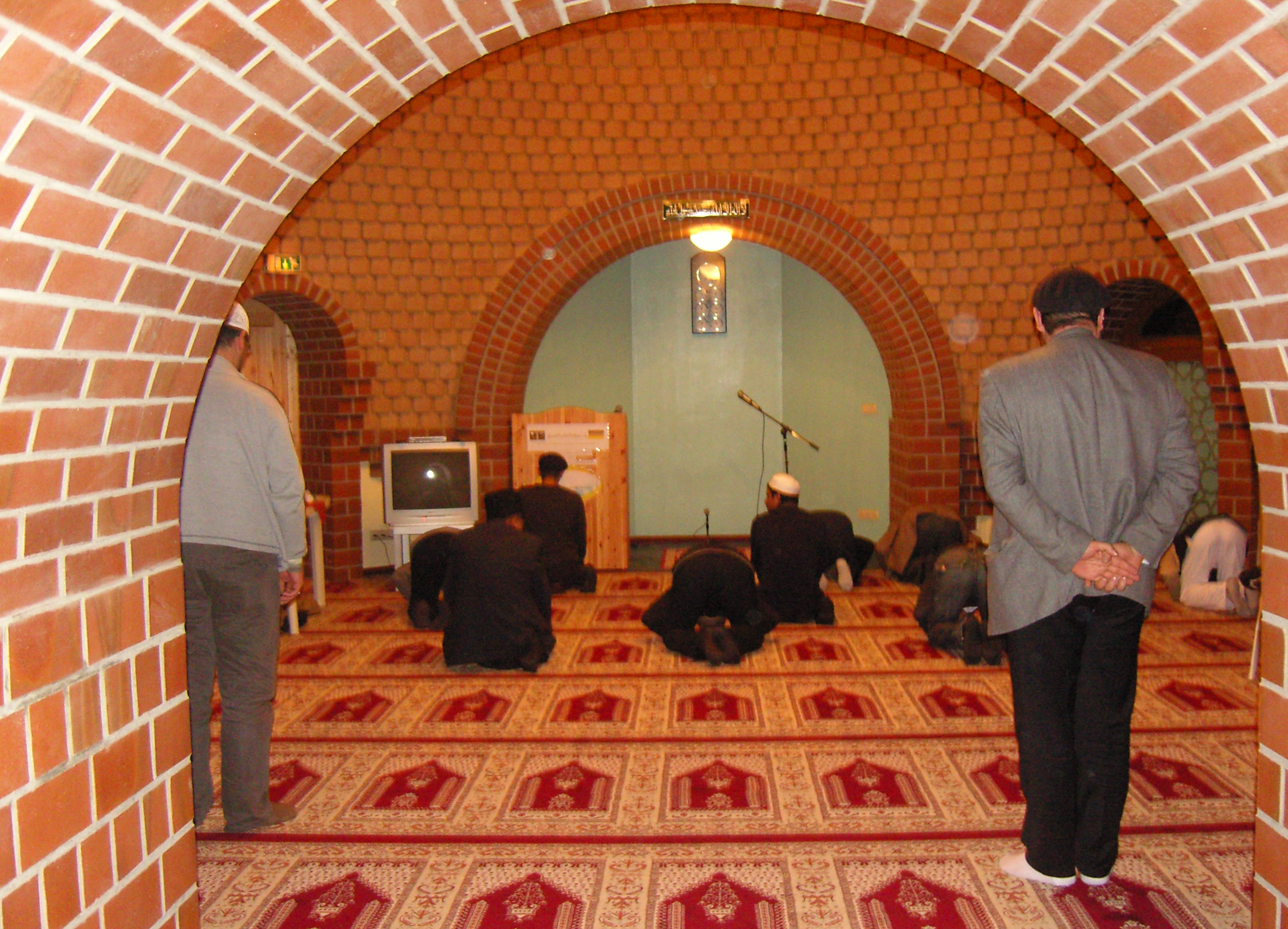
Muqeet-Moschee von innen (2009). Die Wände der Gebetsräume bestehen aus Lehmsteinen

Der Grundstein wurde am 15. Mai 2005 gelegt. Nach etwa zwei Jahren Bauzeit wurde die Moschee am 4. September 2007 von Mirza Masroor Ahmad, dem fünften Khalifat ul-Massih der Gemeinde, eröffnet.
Das Grundstück am Trieschweg hat eine Größe von etwa 273 m², von denen die Moschee eine Fläche von etwa 142 m² einnimmt. Das Gebäude besitzt ein neun Meter hohes Zierminarett und bietet in zwei achteckigen Gebetsräumen à 70 m² etwa 236 Gläubigen Platz zum Gebet.
Die Muqeet-Moschee ist die erste und bisher einzige Moschee in Deutschland und auch in Europa, die vollständig aus Lehmsteinen erbaut wurde. Sie wurde in Zusammenarbeit mit Gernot Minke entworfen, der für seine Projekte mit ökologischen Bauten bekannt ist.